# Erythrogonia mixta
Erythrogonia mixta är en insektsart som beskrevs av Medler 1963. Erythrogonia mixta ingår i släktet Erythrogonia och familjen dvärgstritar. Inga underarter finns listade i Catalogue of Life.